# 32214 Colburn
32214 Colburn è un asteroide della fascia principale. Scoperto nel 2000, presenta un'orbita caratterizzata da un semiasse maggiore pari a 2,6437957 UA e da un'eccentricità di 0,0737236, inclinata di 1,85721° rispetto all'eclittica.